# Marcellinus (magister officiorum)
Marcellinus (†351) speelde een belangrijke rol in de verkiezing van Magnentius tot Romeins keizer in 350.
Op 18 januari 350 gaf Marcellinus, comes rerum privatarum (schatbewaarder van keizer Constans I) een verjaardagsfeestje voor zijn zoon, ergens in Augustodunum. Het feestje liep uit de hand en Magnentius werd uitgeroepen tot nieuwe keizer. Magnentius kreeg steun van het leger en Constans sloeg op de vlucht. Ter hoogte van de Pyreneeën werd Constans vermoord. 
Bij het horen van het nieuws, riep Nepotianus, een neef van Constans, zich uit tot keizer. Marcellinus werd door Magnentius aangesteld tot magister officiorum en kreeg als opdracht Nepotianus uit de weg te ruimen, dit gebeurde op 30 juni 350.
Men vermoedt dat Marcellinus sneuvelde tijdens de Slag bij Mursa, zijn lichaam werd nooit teruggevonden.